# Joshua Hartmann
Joshua Hartmann (Siegen, 9 giugno 1999) è un velocista tedesco, ha vinto l'oro ai Giochi Europei con la staffetta 4x100 m.

## Record nazionali
Seniores
- 200 metri piani: 20"02 ( Kassel, 9 luglio 2023)
- Staffetta 4x100m: 37"97 ( Monaco di Baviera, 19 agosto 2022) (Kevin Kranz, Joshua Hartmann, Owen Ansah, Lucas Ansah-Peprah)

## Progressione

### 100 metri piani
| Stagione | Misura | Luogo        | Data      | Rank. Mond. |
| -------- | ------ | ------------ | --------- | ----------- |
| 2023     | 10"14  | Parigi       | 9-6-2023  |             |
| 2022     | 10"11  | Colonia      | 2-7-2022  |             |
| 2021     | 10"30  | Braunschweig | 5-6-2021  |             |
| 2020     | 10"14  | Zeven        | 25-7-2020 |             |
| 2019     | 10"16  | Weinheim     | 25-5-2019 |             |
| 2018     | 10"54  | Heilbronn    | 30-6-2018 |             |
| 2017     | 10"59  | Weinheim     | 27-5-2017 |             |
| 2016     | 10"81  | Wipperfürth  | 11-7-2016 |             |
| 2016     | 11"07  | Jena         | 1-8-2016  |             |

### 200 metri piani
| Stagione | Misura | Luogo             | Data      | Rank. Mond. |
| -------- | ------ | ----------------- | --------- | ----------- |
| 2023     | 20"02  | Kassel            | 9-7-2023  |             |
| 2022     | 20"33  | Monaco di Baviera | 18-8-2022 |             |
| 2021     | 20"69  | Utrecht           | 3-9-2021  |             |
| 2019     | 21"03  | Dormagen          | 18-5-2019 |             |
| 2018     | 21"20  | Hemer             | 20-7-2018 |             |
| 2017     | 22"03  | Gladbeck          | 3-6-2017  |             |
| 2016     | 21"88  | Willich           | 26-5-2016 |             |
| 2015     | 22"63  | Gladbeck          | 23-5-2015 |             |

### 60 metri piani indoor
| Stagione | Misura | Luogo       | Data      | Rank. Mond. |
| -------- | ------ | ----------- | --------- | ----------- |
| 2022/23  | 6"53   | Berlino     | 10-2-2023 |             |
| 2021/22  | 6"65   | Erfurt      | 1-2-2022  |             |
| 2020/21  | 8"08   | Dortmund    | 27-1-2021 |             |
| 2019/20  | 6"66   | Lussemburgo | 8-2-2020  |             |
| 2018/19  | 6"64   | Dortmund    | 27-1-2019 |             |
| 2016/17  | 6"95   | Leverkusen  | 21-1-2017 |             |
| 2015/16  | 7"03   | Leverkusen  | 31-1-2016 |             |

## Palmarès
| Anno | Manifestazione  | Sede     | Evento      | Risultato  | Prestazione | Note  |
| ---- | --------------- | -------- | ----------- | ---------- | ----------- | ----- |
| 2018 | Mondiali U20    | Tampere  | 400 m piani | Batteria   | dns         |       |
| 2019 | Europei U23     | Gävle    | 100 m piani | Batteria   | 10"98       |       |
| 2019 | Mondiali        | Doha     | 4x100 m     | Batteria   | 38"24       |       |
| 2021 | World Relays    | Chorzów  | 4×100 m     | Finale     | dnf         | [ 1 ] |
| 2021 | Europei U23     | Tallinn  | 100 m piani | 6º         | 10"52       |       |
| 2021 | Europei U23     | Tallinn  | 4x100 m     | Oro        | 38"70       |       |
| 2021 | Olimpiadi       | Tokyo    | 4×100 m     | 5º         | 38"12       | [ 2 ] |
| 2022 | Mondiali        | Eugene   | 4×100 m     | Batteria   | 38"83       |       |
| 2022 | Europei         | Monaco   | 200 m piani | 5º         | 20"50       |       |
| 2022 | Europei         | Monaco   | 4x100 m     | Finale     | dnf         | [ 3 ] |
| 2023 | Giochi europei  | Chorzów  | 4×100 m     | Oro        | 38"34       |       |
| 2023 | Mondiali        | Budapest | 200 m piani | Batteria   | 20"51       | [ 4 ] |
| 2023 | Mondiali        | Budapest | 4x100 m     | Batteria   | dnf         |       |
| 2024 | World Relays    | Nassau   | 4×100 m     | Batteria   | dnf         |       |
| 2024 | Europei         | Roma     | 200 m piani | Finale     | dq          |       |
| 2024 | Giochi olimpici | Parigi   | 100 m piani | Semifinale | 10"16       |       |
| 2024 | Giochi olimpici | Parigi   | 200 m piani | Semifinale | 20"47       |       |

## Campionati nazionali
- 1 volta campione nazionale tedesco nei 200 metri piani (2023)

2019
- 4º ai campionati tedeschi indoor (Lipsia), 60 m piani - 6"70
- 5º ai campionati tedeschi (Braunschweig), 100 m piani - 10"36

2020
- 6º ai campionati tedeschi indoor (Lipsia), 60 m piani - 6"70
- Argento ai campionati tedeschi (Braunschweig), 100 m piani - 10"23

2021
- 7º ai campionati tedeschi indoor (Dortmund), 60 m piani - 8"08
- Bronzo ai campionati tedeschi (Braunschweig), 100 m piani - 10"30

2022
- squalificato in finale ai campionati tedeschi (Berlino), 200 m piani

2023
- Oro ai campionati tedeschi (Kassel), 200 m piani - 20"02

## Altre competizioni internazionali
2019
- 4º al The Match Europe v USA, ( Minsk), staffetta 4x100 m - 38"76

2023
- 6º ai Bislett Games ( Oslo), 200 m piani - 20"39
- Oro ai Campionati europei a squadre - Prima divisione, ( Chorzów), staffetta 4x100 m - 38"34
- Bronzo al Bauhaus-Galan ( Stoccolma), 100 m piani - 10"23
- 6º all'Herculis ( Monaco), 100 m piani - 10"15